# Huashintlán
Huashintlán är en ort i Mexiko.   Den ligger i kommunen Santiago Texcalcingo och delstaten Oaxaca, i den sydöstra delen av landet, 260 km sydost om huvudstaden Mexico City. Huashintlán ligger 1 973 meter över havet och antalet invånare är 278.
Terrängen runt Huashintlán är varierad. Runt Huashintlán är det ganska tätbefolkat, med 144 invånare per kvadratkilometer. Närmaste större samhälle är San Gabriel Casa Blanca, 19,0 km väster om Huashintlán. Omgivningarna runt Huashintlán är en mosaik av jordbruksmark och naturlig växtlighet.